# سیارک ۱۶۳۱۵۳
سیارک ۱۶۳۱۵۳ (به انگلیسی: 163153 Takuyaonishi، نامگذاری:2002CO116)۱۶۳۱۵۳مین سیارک کشف شده‌است که در ۱۲ فوریه ۲۰۰۲ کشف شد.